# سیارک ۲۳۱۹۹
سیارک ۲۳۱۹۹ (به انگلیسی: 23199 Bezdek، نامگذاری:2000RB92) بیست و سه هزار و صد و نود و نهمین سیارک کشف شده‌است که در ۳ سپتامبر ۲۰۰۰ کشف شد.
قدر مطلق سیارک برابر ۱۷.۰ است.